# هيلين فريدهوف
هيلين سارة فريدهوف (9 كانون الثاني/يناير 1940- 10 حزيران/يونيو 2017)، عالمة فيزياء نظرية درست العلاقة بين الضوء والذرات. حصلت على شهادة الدكتوراه من جامعة تورونتو عام 1965 وحصلت على زمالة لتكمل بحوث ما بعد الدكتوراه في كلية لندن الإمبراطورية. كانت فريدهوف أول امرأة تُعين أستاذة فيزياء في جامعة يورك في تورونتو، ومن المعتقد أنها كانت أستاذة الفيزياء النظرية الأنثى الوحيدة في كندا في ذلك الوقت.

## نشأتها وتعليمها
ولدت هيلين فريدهوف باسم هيلين سارة غودمان في تورونتو يوم 9 كانون الثاني/يناير عام 1940. والداها هما إثيل (كوهل) وشولوم غودمان، وكان لديها أخوين ديفيد وإرفينغ. كان تحمل لقب «هينشي».
في عام 1957 تخرجت من معهد هاربورد الجماعي، وهو مدرسة ثانوية عامة يغلب فيها الطلاب اليهود، ولها تاريخ من المتخرجين البارزين من ضمنهم شارلز بيست المشارك في اكتشاف الأنسولين، والمعماري فرانك غيري.
كان الخوض في مهنة أكاديمية علمية أمرًا خارجًا عن المألوف للمرأة في أميركا الشمالية في فترة الخمسينيات، وذلك لأنه بعد الحرب، دخل الشبّان مجال العلوم في أعداد كبيرة وضُغط على النساء ليفسحوا المجال لهم. ولكن في هاربورد، لم تتعرض فريدهوف للمعارضة، وهي تتذكر ذلك بقولها: «في المدرسة الثانوية لم يخطر لي أبدًا أنه عليّ أن أدّعي الغباء لأتمكن من مواعدة الشبان. لم يقم أي أحد بتثبيط عزيمتي. كان المدرّسون يشجعونني كثيرًا، ولم يقل لي أي أحد إن امتلاك مهنة كان شيئًا خاطئًا».
سجلت فريدهوف في صفوف الرياضيات والفيزياء والكيمياء في جامعة تورونتو، وكانت واحدة من 10-15 امرأة بين 120 طالبًا مسجلًا في السنة الأولى. بينما كانت تنوي في الأصل دراسة الرياضيات، اكتشفت لاحقًا أنها تفضّل الفيزياء. كانت فريدهوف المرأة الوحيدة في سنتها التي قررت إكمال دراستها في الفيزياء، وتخرجت بأعلى الدرجات ومُنحت جائزة ميدالية الحاكم العام الذهبية. لم تشعر بالانتقاص مهنيًا لكونها المرأة الوحيدة، بل رأت أنه يمكن الاستفادة من ذلك بأن تتميز عن الآخرين.
عملت فريدهوف في الصيف في مختبرات هارولد جونز الفيزيائية الحيوية. كان جونز رائدًا في الفيزياء الحيوية الطبية، وقد طوّر علاجًا للسرطان باستخدام إشعاع الكوبالت في أربعينيات القرن العشرين. ورغم أنها استمتعت بوقتها هناك، وكانت مهتمة في العمل الذي كان هاري ويلش يقوم به على الليزر، فإن عمل المختبر لم يكن موطن قوتها. شجعها فريدهوف من جان فان كرانيندونك، عالم فيزياء نظرية، على الالتحاق بدراسات عليا تحت إشرافه
من ذلك الحين، كرّست مهنتها لما وصفته «إنعاش البحث العلمي» والتعليم. قالت فريدهوف: «العلوم الأساسية هي بالفعل نوعٌ عالٍ من الثقافة، لا تقل شأنًا عن الموسيقا أو الأدب لأنها مفيدة كذلك».

## مهنتها وأبحاثها
مع أن النساء حصلن على نحو 20% من درجات الدكتوراه في الفيزياء في جامعة تورونتو بين عامي 1890 و1933، لم تحصل هناك أي امرأة أخرى على شهادة دكتوراه الفلسفة في الفيزياء (PhD) قبل أولغا مراسك ميتشل في عام 1962 والتي كان عنوان أطروحتها نظرية الرابطة ثنائية القطب في عمليات الإشعاع المترابطة. مُنحت النساء 5% فقط من شهادات الدكتوراه بين عامي 1960 و1975.
مُنِحَت فريدهوف زمالة لأبحاث ما بعد الدكتوراه من مجلس الأبحاث الوطني في كندا، وعملت في كلية لندن الإمبراطورية من عام 1965 وحتى 1967. درست طرق التعرف على الخصائص الجزيئية للذرات المحتبسة في المعادن باستخدام التحليل الطيفي، هذا العمل الذي كان مدعوماً بشكل جزئي من مكتب القوات الجوية للبحث العلمي التابع للولايات المتحدة الأمريكية.
أثناء وجودها في لندن، تواصلت مع قسم الفيزياء في جامعة يورك في تورونتو متسائلةً عن فرص العمل المتوافرة. في عام 1967، عُيّنت مساعدة أستاذ في الفيزياء هناك، فكانت أول أستاذة امرأة في الفيزياء ومن المعتقد أنها أول أستاذة امرأة في الفيزياء النظرية في كندا في ذلك الوقت. باستثناء عملها لمدة سنة في قسم الفيزياء في التخنيون وهو معهد إسرائيل للتكنولوجيا في حيفا عام 1986، ظلت فريدهوف في جامعة يورك حتى تقاعدها في عام 2005، وقد نشرت أكثر من 40 ورقة بحثية.
تعاونت فريدهوف مع فيزيائيين في أستراليا، ما أدى إلى أن يكمل تيري رودولف دراساته في الدكتوراه تحت إشراف فريدهوف في فترة التسعينيات. وهو أستاذ في الفيزياء في الكلية الإمبراطورية، وأحد العلماء الثلاثة (مع ماثيو بوزي وجوناثان باريت) الذين طوروا نظرية PBR وهي تطور مهمّ في ميكانيك الكم وسُميت تبعًا لأحرف أسماء مطوريها الثلاثة. تلا رودولف والذي هو حفيد إروين شرودنغر، أحد التآبين في جنازة فريدهوف.
كانت أبحاث فريدهوف تهدف إلى التعمق في الفهم الأساسي للتفاعل بين الإشعاع والمادة، مع تأكيد على العمليات التي تحدث على المستويات المتعددة، والعمليات متعددة الذرات ومتعددة الفوتونات. عملت فريدهوف أيضًا بهدف تطوير نظرية جديدة لتفسر الظواهر الفيزيائية الجديدة في الأنظمة شديدة الارتباط بين الضوء والذرات. ركزت فريدهوف على مناطق التأثير المشترك للذرات، وتألق الترددات الرنانة في الحقول الشديدة، والانتقالات الفوتونية الثنائية.

## حياتها الشخصية
تزوجت فريدهوف من ستيفين فريدهوف عندما كان عمرها نحو 20 عامًا. كان ستيفين فريدهوف قد تخرج مع شهادة في التجارة من جامعة تورونتو في عام 1957، وذهب للعمل كمحاسب ومستشار قانوني. أنجبا ابنة، ميشال إيلانا فريدهوف، وابنًا، يوني فريدهوف، وسبعة أحفاد. حصلت ميشال فريدهوف على شهادة دكتوراه في كيمياء الحالة الصلبة وهي مديرة رقابة في لجنة مجلس الشيوخ للبيئة والأعمال العامة. يوني فريدهوف هو مؤلف وأستاذ مساعد في الطب العائلي في جامعة أوتاوا. تضمنت أوقات فراغ هيلين فريدهوف أنشطة مثل القراءة، والعرف على البيانو، وحل أحجيات الكِنكِن، واليوغا.
توفيت هيلين فريدهوف فجأة يوم 10 حزيران/يونيو عام 2017 في كوخ العائلة في موسكوكا، أونتاريو، وهي منطقة على ضفاف بحيرة قرب تورونتو.